# فهرست جایزه‌ها و نامزدی‌های اما استون
اما استون بازیگر آمریکایی تا سال ۲۰۲۴ از بین ۱۶۵ نامزدی جوایز، ۴۹ جایزه کسب کرد و پنج بار هم نفر دوم شد. او دوبار برای جایزه اکتا، سه بار برای جایزه اسکار و چهار بار برای جوایز فیلم بفتا نامزده شده‌است که از هر کدام یکی را برنده شده‌است. او همچنین یک جایزه گلدن گلوب، دو جایزه سینمایی و تلویزیونی ام‌تی‌وی، یک جایزه برگزیده مردم، سه جایزه انجمن بازیگران فیلم و سه جایزه برگزیده نوجوانان را دریافت کرده‌است.
استون اولین کار بازیگری حرفه ای خود را در باد در درختان بید در سال ۲۰۰۰ تجربه کرد. او برنده جایزه جایزه جوان هالیوود برای فیلم هیجان انگیز کمدی خود یعنی خیلی بد (۲۰۰۷) شد. استون در این فیلم نقش یک دانش آموز دبیرستان را بازی می‌کرد. او برای بازی به عنوان یک بازمانده در عصر زامبی‌ها در فیلم کمدی سرزمین زامبی‌ها نامزد جایزه برگزیده نوجوانان در بخش کمدی شد. اما استون موفقیت اصلی خود به عنوان یک نقش اول را در فیلم مثل آب خوردن (۲۰۱۰) تجربه کرد. او در این نمایش به عنوان یک دانش آموز دبیرستانی بی پروا نامزد جایزه ستاره نوظهور بفتا و جایزه گلدن گلوب بهترین بازیگر زن فیلم موزیکال یا کمدی و برنده جایزه سینمایی و تلویزیونی ام‌تی‌وی در بخش کمدی شد. نقش او در لیست "ده تای برتر هرچیز در ۲۰۱۰" از نظر مجله تایم قرار گرفت.
استون در فیلم کمدی رمانتیک دیوانه‌وار، احمقانه، عشق بازی کرد و برنده جایزه برگزیده نوجوانان در بخش بازیگر زن کمدی شد. موفقیت بیشتر او در درام خدمتکاران در سال ۲۰۱۱ به دست آمد. او در این فیلم نقش یک نویسنده مشتاق در مورد زندگی دختران آفریقایی - آمریکایی را بازی کرد. این فیلم جایزه بهترین گروه بازیگران را از حلقه زنان منتقد فیلم دریافت کرد. این فیلم همچنین جایزه انجمن منتقدان پخش فیلم و جایزه انجمن بازیگران فیلم را دریافت کرد. استون برای بازی در نقش گوئن استیسی در مرد عنکبوتی شگفت‌انگیز (۲۰۱۲) نامزد جایزه انتخاب نوجوانان برای بازیگر زن درام شد. او نامزد جایزه انتخاب مردم برای بازیگر زن مورد علاقه فیلم نیز شد. نقش یک فرد معتاد به مواد مخدر در فیلم بردمن (۲۰۱۴) او را نامزد جایزه اسکار بهترین بازیگر نقش مکمل زن، جایزه بفتای بهترین بازیگر نقش مکمل زن، جایزه گلدن گلوب بهترین بازیگر نقش مکمل زن، جایزه انجمن بازیگران فیلم برای بهترین بازیگر نقش مکمل زن و جایزه سینمایی و تلویزیونی ام‌تی‌وی کرد. او همچنین برنده جایزه انجمن منتقدان فیلم بوستون در بخش بهترین بازیگر نقش مکمل زن شد. استون برای بازی در فیلم موزیکال لا لا لند در سال ۲۰۱۶، برنده جایزه اسکار بهترین بازیگر نقش اول زن، جایزه بفتای بهترین بازیگر نقش اول زن، جایزه گلدن گلوب و جام ولپی بهترین بازیگر زن شد. او برای بازی در فیلم سوگلی (۲۰۱۷) جایگاه دوم بهترین بازیگر نقش مکمل زن در جایزه اسکار، گلدن گلوب و بفتا را به دست آورد.

## جایزه اسکار
جوایز آکادمی که معمولاً با عنوان جایزه اسکار شناخته می‌شود. مجموعه ای از ۲۴ جایزه است که سالانه توسط آکادمی علوم و هنرهای سینما به دستاوردهای سینمایی تعلق می‌گیرد.
| سال  | رشته                      | اثر                          | نتیجه    | منبع  |
| ---- | ------------------------- | ---------------------------- | -------- | ----- |
| ۲۰۱۵ | بهترین بازیگر نقش مکمل زن | بردمن یا فضیلت غیرمنتظرهٔ جهل | نامزدشده | [ ۶ ] |
| ۲۰۱۷ | بهترین بازیگر نقش اول زن  | لا لا لند                    | برنده    | [ ۷ ] |
| ۲۰۱۹ | بهترین بازیگر نقش مکمل زن | سوگلی                        | نامزدشده | [ ۸ ] |
| ۲۰۲۴ | بهترین فیلم               | بیچارگان                     | نامزدشده | [ ۹ ] |
| ۲۰۲۴ | بهترین بازیگر نقش اول زن  | بیچارگان                     | برنده    | [ ۹ ] |

## جایزه آکادمی هنرهای سینمایی و تلویزیونی استرالیا
جایزه اکتا جوایزی سالانه است که توسط آکادمی هنرهای سینمایی و تلویزیونی استرالیا برای تشخیص و تقدیر از دستاوردهای سینما و تلویزیون ارائه می‌شود.
| سال  | اثر نامزدشده | دسته                                | نتیجه    | منبع   |
| ---- | ------------ | ----------------------------------- | -------- | ------ |
| ۲۰۱۵ | بردمن        | بهترین بازیگر نقش مکمل زن بین‌المللی | نامزدشده | [ ۱۱ ] |
| ۲۰۱۷ | لا لا لند    | بهترین بازیگر نقش اول زن بین‌المللی  | برنده    | [ ۱۲ ] |

## جایزه آکادمی فیلم بریتانیا
جوایز فیلم بفتا یک نمایش سالانه جوایز است که توسط بفتا اهدا می‌شود.
| سال  | رشته                      | فیلم      | نتیجه    | منبع.  |
| ---- | ------------------------- | --------- | -------- | ------ |
| ۲۰۱۱ | جایزه ستاره نوظهور بفتا   | ایزی ای   | نامزدشده | [ ۱۴ ] |
| ۲۰۱۵ | بهترین بازیگر نقش مکمل زن | بردمن     | نامزدشده | [ ۱۵ ] |
| ۲۰۱۷ | بهترین بازیگر نقش اول زن  | لا لا لند | برنده    | [ ۱۶ ] |
| ۲۰۱۹ | بهترین بازیگر نقش مکمل زن | سوگلی     | نامزدشده | [ ۱۷ ] |
| ۲۰۲۴ | بهترین فیلم               | بیچارگان  | نامزدشده | [ ۱۸ ] |
| ۲۰۲۴ | بهترین فیلم لنگلیسی       | بیچارگان  | نامزدشده | [ ۱۸ ] |
| ۲۰۲۴ | بهترین بازیگر نقش اول زن  | بیچارگان  | برنده    | [ ۱۸ ] |

## جایزه فیلم ایندیپندنت اسپیریت بریتانیا
جایزه فیلم ایندیپندنت اسپیریت بریتانیا به افتخار سینمای ایندیپندنت بریتانیا و استعداد فیلمسازی در بریتانیا برگزار می‌شود.
| سال  | اثر نامزدشده | دسته                      | نتیجه    | منبع   |
| ---- | ------------ | ------------------------- | -------- | ------ |
| ۲۰۱۸ | سوگلی        | بهترین بازیگر نقش مکمل زن | نامزدشده | [ ۱۹ ] |

## جوایز کمدی
جوایز کمدی توسط شبکه تلویزیونی آمریکایی کمدی سنترال اجرا می‌شود و عنوان بهترین فیلم کمدی را شناسایی می‌کند.
| سال  | اثر نامزدشده            | دسته       | نتیجه    | منبع   |
| ---- | ----------------------- | ---------- | -------- | ------ |
| ۲۰۱۱ | مثل آب خوردن            | جوایز کمدی | نامزدشده | [ ۲۱ ] |
| ۲۰۱۲ | دیوانه‌وار، احمقانه، عشق | جوایز کمدی | نامزدشده | [ ۲۲ ] |

## جوایز انتخاب منتقدان
این جایزه به دست‌اندرکارانِ منتخبِ صنعت سینما توسط انجمن منتقدان پخش فیلم اهدا می‌شود.
| سال  | اثر نامزدشده | دسته                            | نتیجه    | منبع   |
| ---- | ------------ | ------------------------------- | -------- | ------ |
| ۲۰۱۲ | خدمتکاران    | بهترین بازیگری گروهی در یک فیلم | برنده    | [ ۲۳ ] |
| ۲۰۱۵ | بردمن        | بهترین بازیگری گروهی در یک فیلم | برنده    | [ ۲۴ ] |
| ۲۰۱۵ | بردمن        | بهترین بازیگر نقش مکمل زن       | نامزدشده | [ ۲۵ ] |
| ۲۰۱۷ | لا لا لند    | بهترین بازیگر زن                | نامزدشده | [ ۲۶ ] |
| ۲۰۱۸ | نبرد دو جنس  | بهترین جلوه‌های بازیگر زن کمدی   | نامزدشده | [ ۲۷ ] |
| ۲۰۱۹ | سوگلی        | بهترین بازیگری گروهی در یک فیلم | برنده    | [ ۲۸ ] |
| ۲۰۱۹ | سوگلی        | بهترین بازیگر نقش مکمل زن       | نامزدشده | [ ۲۸ ] |

## جایزه گلدن گلوب
جایزه گلدن گلوب جایزه ای است که توسط ۹۳ عضو از انجمن مطبوعات خارجی هالیوود انتخاب می‌شود و به فیلم‌ها و برنامه‌های تلویزیونی داخلی و خارجی اهدا می‌شود.
| سال  | اثر نامزدشده | دسته                                     | نتیجه    | منبع   |
| ---- | ------------ | ---------------------------------------- | -------- | ------ |
| ۲۰۱۱ | مثل آب خوردن | بهترین بازیگر زن فیلم موزیکال یا کمدی    | نامزدشده | [ ۳۰ ] |
| ۲۰۱۵ | بردمن        | بهترین بازیگر نقش مکمل زن                | نامزدشده | [ ۳۱ ] |
| ۲۰۱۷ | لا لا لند    | بهترین بازیگر زن فیلم موزیکال یا کمدی    | برنده    | [ ۳۲ ] |
| ۲۰۱۸ | نبرد دو جنس  | بهترین بازیگر زن فیلم موزیکال یا کمدی    | نامزدشده | [ ۳۳ ] |
| ۲۰۱۹ | سوگلی        | بهترین بازیگر نقش مکمل زن                | نامزدشده | [ ۳۴ ] |
| ۲۰۲۲ | کروئلا       | بهترین بازیگر زن فیلم موزیکال یا کمدی    | نامزدشده | [ ۳۵ ] |
| ۲۰۲۴ | بیچارگان     | بهترین بازیگر زن فیلم موزیکال یا کمدی    | برنده    | [ ۳۶ ] |
| ۲۰۲۴ | نفرین        | بهترین بازیگر زن – مجموعه تلویزیونی درام | نامزدشده | [ ۳۶ ] |

## جوایز گاتهام
جوایز گاتهام، جوایز فیلم آمریکایی است که هرساله به سازندگان فیلم‌های مستقل در مراسمی در نیویورک سیتی، اهدا می‌گردد.
| سال  | اثر نامزدشده | دسته                                  | نتیجه | منبع   |
| ---- | ------------ | ------------------------------------- | ----- | ------ |
| ۲۰۱۸ | سوگلی        | جایزه ویژه هیئت داوران - عملکرد گروهی | برنده | [ ۳۷ ] |

## جوایز فیلم هالیوود
جوایز فیلم هالیوود سالانه برای تشخیص استعدادها در صنعت فیلم برگزار می‌شود.
| سال  | اثر نامزدشده | دسته                   | نتیجه | منبع   |
| ---- | ------------ | ---------------------- | ----- | ------ |
| ۲۰۱۱ | خدمتکاران    | جایزه گروه سال هالیوود | برنده | [ ۳۹ ] |

## جایزه ایندیپندنت اسپیریت
جایزه ایندیپندنت اسپیریت جوایزی سالانه است که توسط فیلم مستقل ارائه می‌شود و به فیلم‌های مستقل برتر اهدا می‌شود.
| سال  | اثر نامزدشده | دسته             | نتیجه    | منبع   |
| ---- | ------------ | ---------------- | -------- | ------ |
| ۲۰۱۵ | بردمن        | بهترین بازیگر زن | نامزدشده | [ ۴۱ ] |

## ام‌تی‌وی فیلم و جایزه ام‌تی‌وی
جایزه سینمایی و تلویزیونی ام‌تی‌وی یک نمایش سالانه توسط ام‌تی‌وی است که به دستاوردهای فیلم‌ها اهدا می‌شود. برندگان این جایزه به صورت آنلاین توسط تماشاگران انتخاب می‌شود.
| سال  | اثر نامزدشده            | دسته                                                                                          | نتیجه    | منبع   |
| ---- | ----------------------- | --------------------------------------------------------------------------------------------- | -------- | ------ |
| ۲۰۱۱ | مثل آب خوردن            | بهترین ایفای نقش زن                                                                           | نامزدشده | [ ۴۳ ] |
| ۲۰۱۱ | مثل آب خوردن            | بهترین اجرای کمدی                                                                             | برنده    | [ ۴۳ ] |
| ۲۰۱۱ | مثل آب خوردن            | بهترین خط از یک فیلم (همراه با آماندا باینز)                                                  | نامزدشده | [ ۴۳ ] |
| ۲۰۱۲ | دیوانه‌وار، احمقانه، عشق | بهترین ایفای نقش زن                                                                           | نامزدشده | [ ۴۴ ] |
| ۲۰۱۲ | دیوانه‌وار، احمقانه، عشق | بهترین بوسه (همراه با رایان گاسلینگ)                                                          | نامزدشده | [ ۴۴ ] |
| ۲۰۱۲ | خدمتکاران               | بهترین روی صحنه دوو (همراه با وایولا دیویس، برایس دالاس هاوارد، اکتاویا اسپنسر و جسیکا چستین) | نامزدشده | [ ۴۴ ] |
| ۲۰۱۲ | —                       | جایزه تریلبلازر                                                                               | برنده    | [ ۴۴ ] |
| ۲۰۱۵ | بردمن                   | بهترین ایفای نقش زن                                                                           | نامزدشده | [ ۴۵ ] |
| ۲۰۱۷ | لا لا لند               | بهترین بوسه (همراه با رایان گاسلینگ)                                                          | نامزدشده | [ ۴۶ ] |

## هیئت ملی بازبینی فیلم
هیئت ملی بازبینی فیلم در سال ۱۹۰۹ در نیویورک تأسیس شد تا فیلم‌های داخلی و خارجی را در بخش هنر و سرگرمی به رسمیت بشناسد
| سال  | اثر نامزدشده | دسته                 | نتیجه | منبع   |
| ---- | ------------ | -------------------- | ----- | ------ |
| ۲۰۱۲ | خدمتکاران    | بهترین گروه بازیگران | برنده | [ ۴۸ ] |

## جایزه ایمیج
جایزه ایمیج یک جایزه سالانه برای افراد رنگین‌پوست در فیلم، تلویزیون، موسیقی و ادبیات است.
| سال  | اثر نامزدشده | دسته                  | نتیجه    | منبع   |
| ---- | ------------ | --------------------- | -------- | ------ |
| ۲۰۱۲ | خدمتکاران    | بازیگر زن برجسته فیلم | نامزدشده | [ ۵۰ ] |

## جایزه نیونیونکس
جایزه نیونیونکس یک نمایش سالانه جوایز است که توسط شبکه لوگو برگزار می‌شود.
| سال  | اثر نامزدشده | دسته           | نتیجه    | منبع   |
| ---- | ------------ | -------------- | -------- | ------ |
| ۲۰۱۱ | —            | در آستانه شهرت | نامزدشده | [ ۵۲ ] |

## جوایز برگزیده کودکان نیکلودین
جوایز برگزیده کودکان نیکلودین به به عنوان جوایز انتخابی کودکان هم شناخته می‌شود. یک نمایش جوایز سالانه است که در تلویزیون کابلی نیکلودئون پخش می‌شود. این جایزه در بخش‌هایی چون تلویزیون، فیلم و موسیقی وجود دارد و بینندگان نیکلودین به آن رای می‌دهند.
| سال  | اثر نامزدشده            | دسته                               | نتیجه | منبع   |
| ---- | ----------------------- | ---------------------------------- | ----- | ------ |
| ۲۰۱۵ | مرد عنکبوتی شگفت‌انگیز ۲ | بازیگر نقش مکمل زن فیلم مورد علاقه | برنده | [ ۵۴ ] |

## جایزه برگزیده مردم
جایزه برگزیده مردم یک جایزه آمریکایی است که فیلم‌های مردم و فرهنگ عامه را می‌شناسد. این نمایش سالانه از سال ۱۹۷۵ برگزار شد و عموم مردم در آن رای می‌دهند.
| سال  | اثر نامزدشده            | دسته                                                  | نتیجه    | منبع   |
| ---- | ----------------------- | ----------------------------------------------------- | -------- | ------ |
| ۲۰۱۲ | خدمتکاران               | بازیگر نقش مکمل زن فیلم مورد علاقه                    | برنده    | [ ۵۶ ] |
| ۲۰۱۳ | مرد عنکبوتی شگفت‌انگیز   | بازیگر نقش مکمل زن فیلم مورد علاقه                    | نامزدشده | [ ۵۷ ] |
| ۲۰۱۳ | مرد عنکبوتی شگفت‌انگیز   | چهره قهرمانانه مورد علاقه                             | نامزدشده | [ ۵۷ ] |
| ۲۰۱۳ | مرد عنکبوتی شگفت‌انگیز   | شیمیدان محبوب روی صفحه نمایش (همراه با اندرو گارفیلد) | نامزدشده | [ ۵۷ ] |
| ۲۰۱۴ | جوخه گانگستر            | بازیگر نقش مکمل زن مورد علاقه فیلم دراماتیک           | نامزدشده | [ ۵۸ ] |
| ۲۰۱۵ | بردمن                   | بازیگر نقش مکمل زن مورد علاقه فیلم دراماتیک           | نامزدشده | [ ۵۹ ] |
| ۲۰۱۵ | مرد عنکبوتی شگفت‌انگیز ۲ | بازیگر نقش مکمل زن فیلم مورد علاقه                    | نامزدشده | [ ۵۹ ] |
| ۲۰۱۵ | مرد عنکبوتی شگفت‌انگیز ۲ | فیلم مورد علاقه دوو (همراه با اندرو گارفیلد)          | نامزدشده | [ ۵۹ ] |
| ۲۰۲۱ | کروئلا                  | ستارهٔ فیلم درام ۲۰۲۱                                  | نامزدشده | [ ۶۰ ] |

## انجمن تهیه‌کنندگان آمریکا
جایزه انجمن تهیه‌کنندگان آمریکا یکی از جوایز سالیانه‌ای است که از سال ۱۹۸۹ توسط انجمن تهیه‌کنندگان آمریکا اهدا می‌شود.
| سال  | اثر نامزدشده | دسته                                       | نتیجه    | منبع   |
| ---- | ------------ | ------------------------------------------ | -------- | ------ |
| ۲۰۱۹ | مجنون        | سریال‌های برجسته یا فیلم‌های تولیدی تلویزیون | نامزدشده | [ ۶۱ ] |

## جشنواره بین‌المللی سنتا باربارا
جشنواره بین‌المللی سنتا باربارا یک جشنواره یازده روزه است که در سانتا باربارا، کالیفرنیا برگزار می‌شود.
| سال  | اثر نامزدشده | دسته                        | نتیجه | منبع   |
| ---- | ------------ | --------------------------- | ----- | ------ |
| ۲۰۱۷ | لا لا لند    | جایزه اجرا (های) برجسته سال | برنده | [ ۶۲ ] |

## جایزه ستلایت
جایزه ستلایت مجموعه ای از جوایز است که سالانه توسط آکادمی بین‌المللی مطبوعات اهدا می‌شود.
| سال  | اثر نامزدشده | دسته                                                 | نتیجه    | منبع          |
| ---- | ------------ | ---------------------------------------------------- | -------- | ------------- |
| ۲۰۱۱ | خدمتکاران    | بهترین بازیگر فیلم                                   | برنده    | [ ۶۴ ]        |
| ۲۰۱۵ | بردمن        | بهترین بازیگر نقش مکمل زن در فیلم                    | نامزدشده | [ ۶۵ ]        |
| ۲۰۱۷ | لا لا لند    | بهترین بازیگر زن                                     | نامزدشده | [ ۶۶ ]        |
| ۲۰۱۸ | نبرد دو جنس  | بهترین بازیگر زن                                     | نامزدشده | [ ۶۷ ]        |
| ۲۰۱۹ | سوگلی        | بهترین بازیگر فیلم                                   | برنده    | [ ۶۸ ] [ ۶۹ ] |
| ۲۰۱۹ | سوگلی        | بهترین بازیگر نقش مکمل زن در فیلم                    | نامزدشده | [ ۶۸ ] [ ۶۹ ] |
| ۲۰۱۹ | مجنون        | بهترین بازیگر زن در یک فیلم تلویزیونی یا سریال کوتاه | نامزدشده | [ ۶۸ ] [ ۶۹ ] |

## جایزه ساترن
جایزه ساترن جوایزی سالانه است که توسط آکادمی به فیلم‌های علمی تخیلی، فانتزی و فیلم‌های ترسناک، در سینما، تلویزیون و فیلم‌های خانگی اهدا می‌شود.
| سال  | اثر نامزدشده | دسته                      | نتیجه    | منبع   |
| ---- | ------------ | ------------------------- | -------- | ------ |
| ۲۰۱۵ | بردمن        | بهترین بازیگر نقش مکمل زن | نامزدشده | [ ۷۱ ] |

## جایزه اسکریم
جایزه اسکریم هر ساله برای به رسمیت شناختن فیلم‌ها در ژانر وحشت، علمی تخیلی و خیال پردازی برگزار می‌شود.
| سال  | اثر نامزدشده   | دسته                         | نتیجه    | منبع   |
| ---- | -------------- | ---------------------------- | -------- | ------ |
| ۲۰۱۰ | سرزمین زامبی‌ها | بهترین گروه                  | برنده    | [ ۷۳ ] |
| ۲۰۱۰ | سرزمین زامبی‌ها | بهترین بازیگر زن فیلم ترسناک | نامزدشده | [ ۷۴ ] |

## جوایز انجمن بازیگران فیلم
جوایز انجمن بازیگران فیلم توسط انجمن بازیگران رادیو و تلویزیون آمریکا نمایش داده می‌شود. این جایزه برای اولین بار در ۱۹۹۵ اهدا شد و هدف آن تقدیر از دستاوردهای فیلم و تلویزیون است.
| سال  | اثر نامزدشده                                      | دسته                                                            | نتیجه    | منبع   |
| ---- | ------------------------------------------------- | --------------------------------------------------------------- | -------- | ------ |
| ۲۰۱۲ | خدمتکاران                                         | اجرای برجسته به وسیله بازیگر در فیلم                            | برنده    | [ ۷۶ ] |
| ۲۰۱۵ | بردمن                                             | اجرای برجسته به وسیله بازیگر در فیلم                            | برنده    | [ ۷۷ ] |
| ۲۰۱۵ | بردمن                                             | اجرای برجسته به وسیله بازیگر زن به عنوان نقش مکمل               | نامزدشده | [ ۷۷ ] |
| ۲۰۱۷ | لا لا لند                                         | اجرای برجسته به وسیله بازیگر زن به عنوان نقش رهبر               | برنده    | [ ۷۸ ] |
| ۲۰۱۹ | سوگلی                                             | اجرای برجسته به وسیله بازیگر زن به عنوان نقش مکمل               | نامزدشده | [ ۷۹ ] |
| ۲۰۱۹ | مجنون                                             | اجرای برجسته به وسیله بازیگر زن در فیلم تلویزیونی یا مینی سریال | نامزدشده | [ ۷۹ ] |
| ۲۰۲۴ | اجرای برجسته به وسیله بازیگر زن به عنوان نقش رهبر | بیچارگان                                                        | نامزدشده | [ ۸۰ ] |

## انتخاب بچه‌ها
انتخاب بچه‌ها و جوایز بازی‌های ویدئویی اسپایک جوایز سالانه ای هستند که به‌وسیلهٔ شبکه اسپایک پخش می‌شوند.

### جوایز اسپایک انتخاب بچه‌ها
| سال  | دریافت کننده | دسته           | نتیجه    | منبع   |
| ---- | ------------ | -------------- | -------- | ------ |
| ۲۰۱۱ | اما استون    | داغ و خنده دار | نامزدشده | [ ۸۲ ] |
| ۲۰۱۲ | اما استون    | داغ و خنده دار | برنده    | [ ۸۳ ] |
| ۲۰۱۴ | اما استون    | داغ‌ترین اما    | برنده    | [ ۸۴ ] |

### جوایز اسپایک بازی ویدیویی
| سال  | اثر نامزدشده       | دسته                | نتیجه    | منبع   |
| ---- | ------------------ | ------------------- | -------- | ------ |
| ۲۰۱۲ | سگ‌های به خواب رفته | بهترین ایفای نقش زن | نامزدشده | [ ۸۵ ] |

## جوایز برگزیده نوجوانان
جوایز برگزیده نوجوانان یک نمایش جوایز سالانه است که توسط شبکه رسانه‌ای فاکس پخش می‌شود. این جوایز به بزرگترین دستاوردهای سال در زمینه موسیقی، فیلم، تلویزیون، مد و سایز گروه‌ها تعلق می‌گیرد.
| سال  | اثر نامزدشده            | دسته                                 | نتیجه    | منبع   |
| ---- | ----------------------- | ------------------------------------ | -------- | ------ |
| ۲۰۱۰ | سرزمین زامبی‌ها          | انتخاب بازیگر زن: کمدی               | نامزدشده | [ ۸۷ ] |
| ۲۰۱۱ | مثل آب خوردن            | انتخاب بازیگر زن فیلم: کمدی رمانتیک  | برنده    | [ ۸۸ ] |
| ۲۰۱۲ | دیوانه‌وار، احمقانه، عشق | انتخاب بازیگر زن: کمدی               | برنده    | [ ۸۹ ] |
| ۲۰۱۲ | دیوانه‌وار، احمقانه، عشق | انتخاب فیلم: لیپلاک                  | نامزدشده | [ ۸۹ ] |
| ۲۰۱۲ | مرد عنکبوتی شگفت‌انگیز   | انتخاب ستاره فیلم تابستان: زن        | نامزدشده | [ ۸۹ ] |
| ۲۰۱۲ | خدمتکاران               | انتخاب بازیگر زن فیلم: درام          | برنده    | [ ۸۹ ] |
| ۲۰۱۴ | مرد عنکبوتی شگفت‌انگیز ۲ | انتخاب بهترین بازیگر زن: فانتزی علمی | نامزدشده | [ ۹۰ ] |
| ۲۰۱۵ | آلوها                   | انتخاب بازیگر زن: کمدی               | نامزدشده | [ ۹۱ ] |

## جشنواره فیلم ونیز
جشنواره فیلم ونیز یکی از قدیمی‌ترین جشنواره فیلم در جهان در کنار جشنواره کن و جشنواره بین‌المللی فیلم برلین است.
| سال  | اثر نامزدشده | دسته                           | نتیجه | منبع   |
| ---- | ------------ | ------------------------------ | ----- | ------ |
| ۲۰۱۶ | لا لا لند    | جام ولپی برای بهترین بازیگر زن | برنده | [ ۹۳ ] |

## جوایز جوان هالیوود
جوایز جوان هالیوود جوایزی است که به تقدیر از دستاوردهای جوانان در موسیقی، فیلم، ورزش و تلویزیون می‌پردازد.
| سال  | اثر نامزدشده            | دسته                  | نتیجه    | منبع   |
| ---- | ----------------------- | --------------------- | -------- | ------ |
| ۲۰۰۸ | خیلی بد                 | چهره هیجان انگیز جدید | برنده    | [ ۹۵ ] |
| ۲۰۱۴ | مرد عنکبوتی شگفت‌انگیز ۲ | بازیگر محبوب          | نامزدشده | [ ۹۶ ] |
| ۲۰۱۴ | مرد عنکبوتی شگفت‌انگیز ۲ | بهترین زوج صحنه       | نامزدشده | [ ۹۶ ] |

## جوایز انجمن‌های منتقدان
| سال  | اثر نامزدشده   | انجمن                                     | دسته                      | نتیجه        | منبع    |
| ---- | -------------- | ----------------------------------------- | ------------------------- | ------------ | ------- |
| ۲۰۰۹ | سرزمین زامبی‌ها | انجمن منتقدان فیلم دیترویت                | بهترین گروه               | نامزدشده     | [ ۹۷ ]  |
| ۲۰۱۱ | خدمتکاران      | انجمن منتقدان فیلم دیترویت                | بهترین گروه               | نامزدشده     | [ ۹۸ ]  |
| ۲۰۱۱ | خدمتکاران      | انجمن منتقدان فیلم سن دیگو                | بهترین عملکرد یک گروه     | نامزدشده     | [ ۹۹ ]  |
| ۲۰۱۱ | خدمتکاران      | انجمن منتقدان فیلم منطقه واشینگتن، دی.سی. | بهترین گروه               | نامزدشده     | [ ۱۰۰ ] |
| ۲۰۱۱ | خدمتکاران      | حلقه زنان منتقد فیلم                      | بهترین گروه               | برنده        | [ ۱۰۱ ] |
| ۲۰۱۲ | خدمتکاران      | اتحادیه زنان روزنامه‌نگار سینمایی          | بهترین گروه               | نامزدشده     | [ ۱۰۲ ] |
| ۲۰۱۴ | بردمن          | منتقدان فیلم نیویورک آنلاین               | بهترین گروه بازیگران      | برنده        | [ ۱۰۳ ] |
| ۲۰۱۴ | بردمن          | انجمن منتقدان فیلم بوستون                 | بهترین بازیگر نقش مکمل زن | برنده        | [ ۱۰۴ ] |
| ۲۰۱۴ | بردمن          | انجمن منتقدان فیلم بوستون                 | بهترین گروه               | دوم          | [ ۱۰۴ ] |
| ۲۰۱۴ | بردمن          | انجمن منتقدان فیلم دالاس‌فورت وورث         | بهترین بازیگر نقش مکمل زن | دومین جایگاه | [ ۱۰۵ ] |
| ۲۰۱۴ | بردمن          | انجمن منتقدان فیلم منطقه واشینگتن، دی.سی. | بهترین گروه               | برنده        | [ ۱۰۶ ] |
| ۲۰۱۴ | بردمن          | انجمن منتقدان فیلم منطقه واشینگتن، دی.سی. | بهترین بازیگر نقش مکمل زن | نامزدشده     | [ ۱۰۶ ] |
| ۲۰۱۴ | بردمن          | انجمن منتقدان فیلم سنت لوئیس              | بهترین بازیگر نقش مکمل زن | نامزدشده     | [ ۱۰۷ ] |
| ۲۰۱۴ | بردمن          | انجمن منتقدان فیلم سن دیگو                | بهترین بازیگر نقش مکمل زن | نامزدشده     | [ ۱۰۸ ] |
| ۲۰۱۴ | بردمن          | انجمن منتقدان فیلم سن دیگو                | بهترین گروه               | برنده        | [ ۱۰۸ ] |
| ۲۰۱۴ | بردمن          | انجمن منتقدان فیلم شیکاگو                 | بهترین بازیگر نقش مکمل زن | نامزدشده     | [ ۱۰۹ ] |
| ۲۰۱۴ | بردمن          | حلقه منتقدان فیلم سان‌فرانسیسکو            | بهترین بازیگر نقش مکمل زن | نامزدشده     | [ ۱۱۰ ] |
| ۲۰۱۴ | بردمن          | حلقه منتقدان فیلم فلوریدا                 | بهترین بازیگر نقش مکمل زن | دوم          | [ ۱۱۱ ] |
| ۲۰۱۴ | بردمن          | حلقه منتقدان فیلم فلوریدا                 | بهترین گروه بازیگران      | نامزدشده     | [ ۱۱۱ ] |
| ۲۰۱۴ | بردمن          | انجمن منتقدان فیلم دیترویت                | بهترین بازیگر نقش مکمل زن | نامزدشده     | [ ۱۱۲ ] |
| ۲۰۱۴ | بردمن          | انجمن منتقدان فیلم دیترویت                | بهترین گروه               | نامزدشده     | [ ۱۱۲ ] |
| ۲۰۱۵ | بردمن          | انجمن منتقدان فیلم هیوستون                | بهترین بازیگر نقش مکمل زن | نامزدشده     | [ ۱۱۳ ] |
| ۲۰۱۵ | بردمن          | انجمن منتقدان فیلم لندن                   | بهترین بازیگر نقش مکمل زن | نامزدشده     | [ ۱۱۴ ] |
| ۲۰۱۶ | لا لا لند      | انجمن منتقدان فیلم منطقه واشینگتن، دی.سی. | بهترین بازیگر نقش اول زن  | نامزدشده     | [ ۱۱۵ ] |
| ۲۰۱۶ | لا لا لند      | انجمن منتقدان فیلم هیوستون                | بهترین بازیگر نقش اول زن  | نامزدشده     | [ ۱۱۶ ] |
| ۲۰۱۶ | لا لا لند      | انجمن منتقدان فیلم سنت لوئیس              | بهترین بازیگر نقش اول زن  | نامزدشده     | [ ۱۱۷ ] |
| ۲۰۱۶ | لا لا لند      | انجمن منتقدان فیلم دالاس‌فورت وورث         | بهترین بازیگر نقش اول زن  | دومین جایگاه | [ ۱۱۸ ] |
| ۲۰۱۶ | لا لا لند      | انجمن منتقدان فیلم شیکاگو                 | بهترین بازیگر نقش اول زن  | نامزدشده     | [ ۱۱۹ ] |
| ۲۰۱۶ | لا لا لند      | انجمن منتقدان فیلم دیترویت                | بهترین بازیگر نقش اول زن  | برنده        | [ ۱۲۰ ] |
| ۲۰۱۶ | لا لا لند      | انجمن منتقدان فیلم سن دیگو                | بهترین بازیگر نقش اول زن  | دوم          | [ ۱۲۱ ] |
| ۲۰۱۷ | لا لا لند      | انجمن منتقدان فیلم لندن                   | بازیگر نقش مکمل زن سال    | نامزدشده     | [ ۱۲۲ ] |